# Bestandssynchronisatie
Bestandssynchronisatie is een proces in de informatica waarbij twee bestanden aan elkaar gelijk worden gesteld. Aan de hand van bepaalde regels worden bestanden al dan niet automatisch gesynchroniseerd zodat deze op twee of meer plaatsen hetzelfde zijn. Een voorbeeld doet zich voor waarbij bestanden via een internetverbinding, dus online op een server zijn opgeslagen, maar iemand daar op haar of zijn eigen computer mee kan werken. De bestanden op de server en de eigen computer moeten worden gesynchroniseerd.
Vroeger deed men dit werk vaak met de hand, met behulp van floppydisks of een optische schijf, maar sinds de komst van het internet is het eenvoudiger om dit via het netwerk te doen. Niet veel later kwamen de eerste programma's uit en tot op heden wordt dit principe nog altijd toegepast.

## Werking
Synchronisatie begint bij het kiezen van de te synchroniseren directory's of mappen. Er zijn de bronmap en de doelmap en het is mogelijk regels voor de synchronisatie op te stellen. Voorbeelden hiervan zijn filters voor te kiezen welk type bestanden moeten worden overgeslagen, men kan er bijvoorbeeld voor kiezen om verborgen bestanden mee over te zetten. Tot slot kan men, afhankelijk van het programma, het synchronisatieproces onmiddellijk laten lopen of een schema opstellen.
Sommige programma's laten de gebruiker toe om meer dan twee mappen te synchroniseren. Dit gaat met de hand het gemakkelijkst door twee synchronisatieprocessen te starten, een tussen de eerste en de tweede map en daarna een tussen de tweede en de derde.

## Soorten
Er zijn verschillende soorten synchronisaties:
SynchronizeMet deze optie wordt de inhoud van twee mappen gelijk gehouden.
EchoNieuwe en gewijzigde bestanden worden van de bronmap naar de doelmap gekopieerd. Hernoemde en verwijderde bestanden in de bronmap worden in doelmap ook hernoemd of verwijderd.
ContributeNieuwe en bijgewerkte bestanden worden van de bronmap naar de doelmap gekopieerd. Er worden geen bestanden verwijderd uit de doelmap als dit in de bronmap wel gebeurt.

## Toepassingen
- Onbewust past een groot deel van de computergebruikers dit principe toe. De meeste gebruikers maken af en toe een back-up van hun bestanden en foto's en passen hierbij ook synchronisatie toe. De bestanden worden vaak op een externe harde of optische schijf opgeslagen.
- Bestandssynchronisatie is noodzakelijk wanneer er aan een project wordt gewerkt om te voorkomen dat twee medewerkers aan twee verschillende versies van hetzelfde bestand werken.